# Nacionalismo y coloniaje
Nacionalismo y coloniaje, su expresión histórica en la prensa de Bolivia es un ensayo del escritor y periodista boliviano Carlos Montenegro considerado una de las obras de referencia sobre la ideología de la Revolución de 1952 en Bolivia y el Movimiento Nacionalista Revolucionario.
El libro fue publicado con el apoyo de la Asociación de Periodistas de La Paz (APLP), tras ganar un concurso literario sobre el tema La influencia del periodismo en la historia nacional.
El libro recorre la historia de Bolivia, desde la perspectiva de la prensa, y su compleja interrelación con el poder. Si bien, por las características del concurso y sus auspiciadores, la obra podría entenderse como una historia de la prensa boliviana, en realidad desarrolla una serie de conceptos que fundamentan la acción del Movimiento Nacionalista Revolucionario (MNR), del que Montenegro fue fundador. El mismo Montenegro afirma en su obra:
«Este libro aspira a restablecer la verdad del devenir boliviano, desconocida o falsificada por el pensar y el sentir antibolivianista con que se concibe y se escribe una grande porción de la historia patria.»
De este modo, el autor se manifiesta en contra de la historiografía boliviana y la óptica derrotista y pesimista de la época, calificándola como antinacional. En particular, Montenegro centra gran parte de su crítica historiográfica en personalidades como la de Alcides Arguedas: «todos los conceptos adversos a la historia escrita de Bolivia aluden a aquella que se hizo a manera de brulote, historia de que es representativa la difundida obra de Alcides Arguedas».
A lo largo de la obra, Montenegro identifica actores políticos y económicos que encarnan tanto la nación como la antinación, en una suerte de dicotomía que se encuentra en constante pugna desde el inicio de la república hasta el momento en que se redacta el ensayo. Esta tensión existe desde la declaración misma de la independencia, en criterio de Montenegro:«La tendencia nacional buscaba la libertad para la nación misma, en procura de dar a esta una efectiva soberanía a cuya ley se sometieran los intereses particulares. La otra solo aspiraba a la independencia en la medida del interés de casta».
La obra está fuertemente influenciada por la Guerra del Chaco y sus consecuencias, que en opinión de Montenegro fue el resultado catastrófico de las políticas llevadas a cabo por la élites gobernantes, identificadas como la antinación. La llamada Generación del Chaco, de la que Montenegro forma parte, identificó a la Guerra del Chaco el punto de inflexión, a partir del cual se tendría que construir una nueva nación: «Cada soldado vuelto del frente, trajo en sí una partícula del ansia afirmativa de Bolivia, un soplo del anhelo de sobrevivir, una chispa de la revolución autonomista». Esa revolución de la que habla Montenegro se traduciría en los hechos en la acción militante del MNR y su posterior victoria electoral.
Es por esto que Nacionalismo y coloniaje es considerada una obra esencial sobre la ideología del nacionalismo revolucionario en Bolivia, que llegó al poder en 1952.